# Ella Campbell
Ella Orr Campbell (* 28. Oktober 1910 in Dunedin, Neuseeland; † 24. Juli 2003 in Palmerston North, Neuseeland) war eine neuseeländische Botanikerin und Bryologin. Sie war Dozentin an der Massey University und der University of Otago. Sie war die erste weibliche Mitarbeiterin des Massey Agricultural College, heute Massey University. Campbell war eine der wenigen Wissenschaftlerinnen mit bryologischen Kenntnissen in Neuseeland und unterstützte die Entwicklung der Bryologie im ganzen Land.

## Leben und Werk

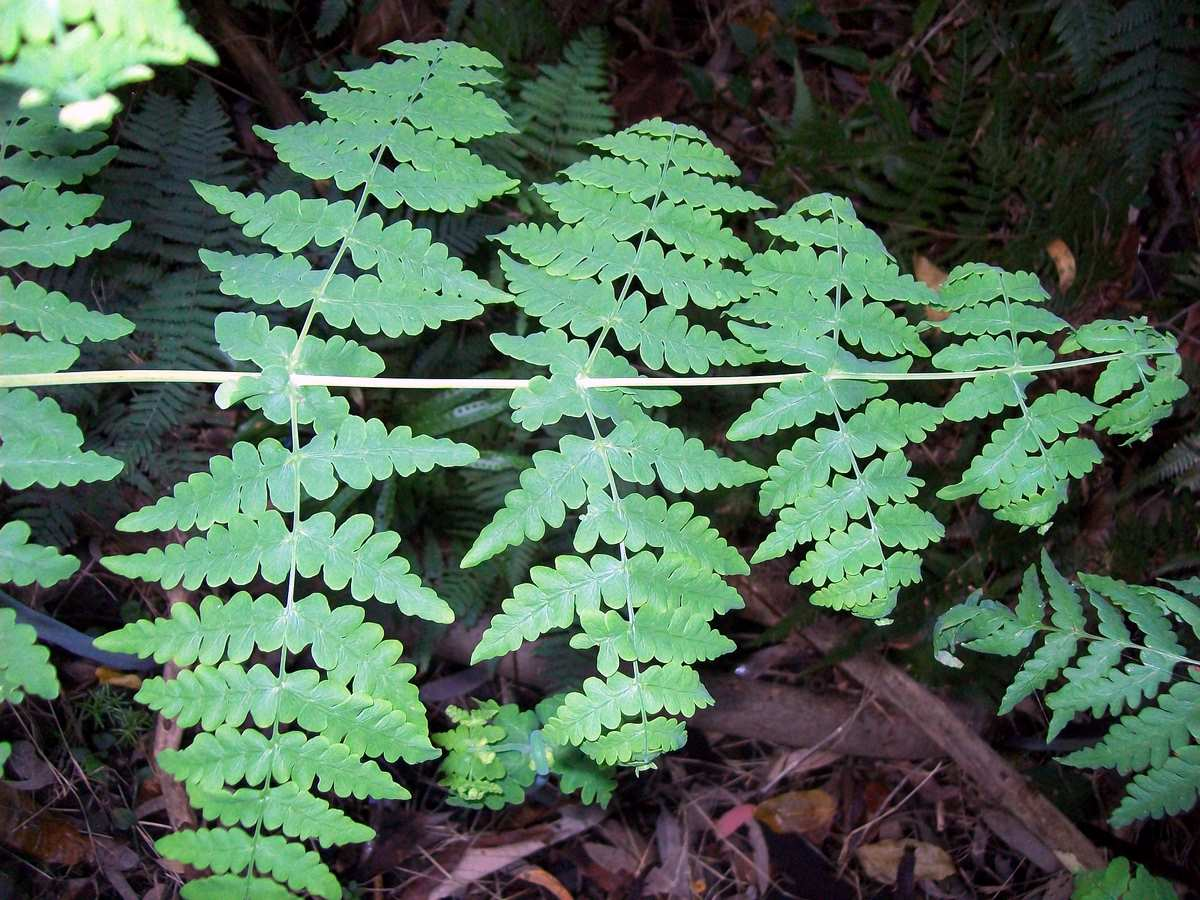
Histiopteris incisa

Campbell war das erste von fünf Kindern des Bauunternehmers Orr Campbell und von Agnes Campbell. Ihre Mutter hatte Pharmazie an der University of Otago studiert und arbeitete als Assistentin in der Apotheke ihres Onkels. Um 1921 zog die Familie in ein Anwesen, welches einem Freund der Familie, Sir Frederick Chapman, dem ersten in Neuseeland geborenen Richter und Botaniker, gehörte. Diese Umgebung weckte Campbells Interesse an Pflanzen, ebenso wie eine enge Freundin der Familie, die Botanikerin Helen Kirkland Dalrymple.
Nach dem Besuch des Kindergartens und der George Street Primary School in Dunedin besuchte sie ab 1920 die Normal School. Nach ihrem Abschluss an der Otago Girls’ High School belegte Campbell einen zweijährigen Kurs am Dunedin Teachers’ Training College. Gleichzeitig schrieb sie sich 1928 an der University of Otago ein, wo sie Englisch, Geschichte, Latein und Pädagogik studierte, und erlangte 1930 ein Diplom in Lehramt. 1931 begann sie in der Botanikabteilung der University of Otago bei John Holloway zu studieren. Dort ergänzte sie ihr Studium in Geologie, Chemie und Botanik. 1934 schloss sie ihr Studium mit einem Master in Botanik ab. Ihre Abschlussarbeit beschäftigte sich mit der Stelaranatomie und der Entwicklungsmorphologie des Wasserfarns Histiopteris incisa und wurde 1936 Grundlage ihrer ersten Veröffentlichung.
1934 unterrichtete sie als Schullehrerin an der Waitaki Girls’ High School in Oamaru. Holloway empfahl sie 1935 für eine vorübergehende Stelle als Assistenzdozentin für Botanik an der Victoria University of Wellington und 1936 wechselte sie auf eine ähnliche Position an die University of Otago. Während dieser Zeit eignete sie sich deutsche Sprachkenntnisse an und wurde später Mitglied der Goethe-Gesellschaft. Campbell sprach mehrere Sprachen und hielt anlässlich der 300-Jahr-Feier des Berliner Botanischen Gartens eine Rede auf Deutsch.

## Forschung am Massey Agricultural College

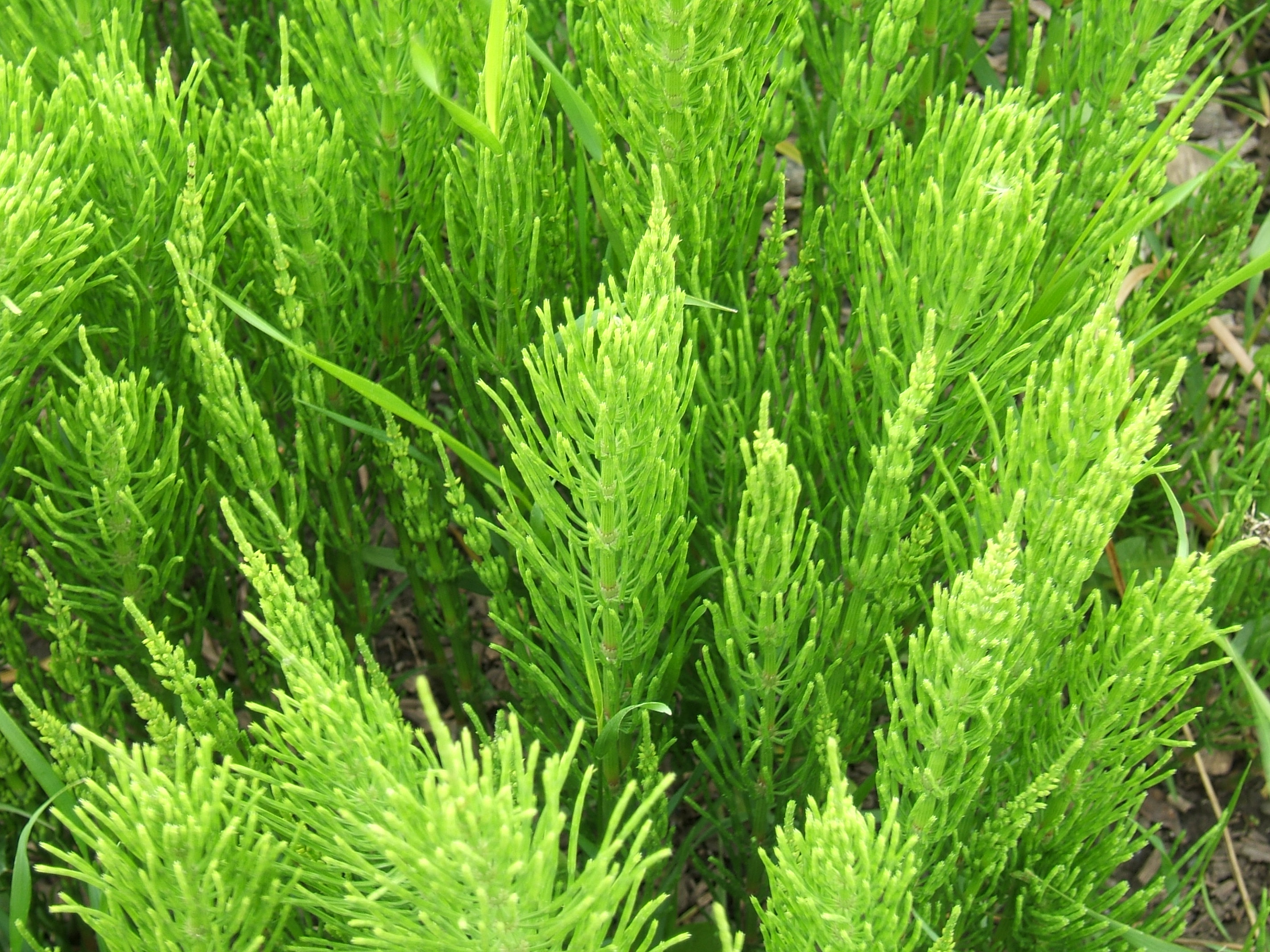
Equisetum arvense foliage

Im März 1945 wurde sie die erste Frau im akademischen Personal des Massey Agricultural College, was sie auf den Mangel an geeigneten Männern zurückführte, die größtenteils im Ausland waren und Aufgaben im Zusammenhang mit dem Zweiten Weltkrieg wahrnahmen. Nach dem Krieg wurden die Beschäftigungsmöglichkeiten für Frauen durch die Rückkehr ehemaliger Soldaten stärker eingeschränkt, und Campbell blieb bis 1963 die einzige Frau im akademischen Personal. Am Massey Agricultural College wechselte sie in die Abteilung für Agrarbotanik. Sie nahm an vielen Exkursionen rund um den Campus und in die Umgebung teil, darunter an den Himatangi Beach und den Tongariro-Nationalpark.
Campbells primäres Forschungsinteresse galt der Erforschung von Bryophyten, insbesondere der Morphologie und Taxonomie von Thallosen Lebermoosen und Hornmoosen. Ihre erste Veröffentlichung auf diesem Gebiet befasste sich 1954 mit der Struktur und Entwicklung von Monoclea forsteri. Im selben Jahr veröffentlichte sie einen Artikel über eine neue Gattung der Marchantiaceae und im März 1954 wurde der neue Name Marchasta areolata veröffentlicht. Eine weitere Veröffentlichung mit Einzelheiten zur Struktur und Morphologie dieser Pflanze erschien später im selben Jahr. Weitere Veröffentlichungen aus den Jahren 1965 und 1968 befassten sich ausschließlich mit Lebermoosen.
Sie untersuchte auch die Mykorrhiza-Assoziationen von Orchideen und arbeitete Ende der 1970er Jahre an einer Reihe von Arbeiten über die Chemie von Moosen mit. Nach ihrer Pensionierung 1976 führte sie weiterhin ihr Labor als ehrenamtliche wissenschaftliche Mitarbeiterin und untersuchte in den 1980er Jahren die Metzgeriales und Marchantiales sowie neuseeländische Hornkrautarten, für die sie Raster- und Transmissionselektronenmikroskopbilder zur Darstellung der Sporen verwendete. Solche Arbeiten veranschaulichen Campbells kontinuierliche Aneignung moderner Techniken zur Aufklärung von Details aus schwierigen Proben. Sie und ihre Kollegin Heather Outred von der Massey University veröffentlichten 1995 einen neuen Artnamen Phaeoceros delicatus.
Neben Moosen sammelte Campbell Orchideen und korrespondierte mit örtlichen Botanikern, die ihr Interesse teilten, und untersuchte kultivierte Arten. Sie war 1970 Gründungsmitglied der Manawatu Orchid Society und wurde 1978 vom Orchid Council of New Zealand als Richterin akkreditiert, wodurch sie an mehreren World Orchid Conferences teilnahm. Ein weiteres ihrer Interessensgebiete war die spezielle Flora von Torfmooren. Im Jahr 1978 veröffentlichte Campbell ihre Feststellung, dass es sich bei dem auf Baumschulflächen in Palmerston North wachsenden Equisetum arvense um eine invasive Art handelte, nachdem andere jahrelang dachten, es handele sich um eine Zierpflanze.
Sie ist Autorin von über 130 Artikeln, die in neuseeländischen und ausländischen wissenschaftlichen Fachzeitschriften veröffentlicht wurden. Sie war Ehrenmitglied auf Lebenszeit und ehemalige Präsidentin der Palmerston North Soroptimists International.
Im Laufe ihrer Karriere unternahm Campbell zahlreiche Studienreisen ins Ausland, beispielsweise 1936 zum Bernice P. Bishop Museum auf Honolulu, zur University of Cambridge, nach Singapur, Indien und Nepal, Australien, Malaysia sowie in die USA und nach Kanada. Außerdem besuchte sie 1977, 1979 und 1985 Europa und 1983 Japan, neben anderen Reisen zu Konferenzen und botanischen Veranstaltungen auf der ganzen Welt.
Sie war maßgeblich für die Entwicklung des Herbariums in Massey verantwortlich, welches sie zusammen mit John Carnahan kuratierte, bis es 1971 seine offizielle Bezeichnung MPN (Massey Palmerston North) erhielt. 2003 wurde es in Anerkennung ihres Beitrags zur Universität in Dame Ella Campbell Herbarium umbenannt.
Campbell starb 2003 im Alter von 92 Jahren.
Die Standard-Autorenabkürzung E.O.Campb. wird verwendet, um bei der Nennung eines botanischen Namens sie als Autorin anzugeben.
Das Dame Ella Campbell Herbarium (MPN) befindet sich auf dem Manawatū-Campus der Massey University in Palmerston North.

## Ehrungen
- 1976: Fellow des Royal New Zealand Institute of Horticulture
- 1976: Ehrendoktorwürde der University of Otago
- 1992: Massey-Medaille der Massey University
- 1997: Ernennung zur Dame Companion des New Zealand Order of Merit[4]
- 2017: 150 Women in 150 Words der Royal Society Te Apārangi[5]